# ハゴイ飛行場
ハゴイ飛行場（ハゴイひこうじょう）は、北マリアナ諸島テニアン島の北部にあり、アメリカ海兵隊が管理する飛行場。現在のアメリカ軍内での名称はノースフィールド飛行場（英語: North Field）である。
2,500メートル級の滑走路を4本持ち、太平洋戦争末期には広島、長崎に向けて原爆搭載機が発進した飛行場である。

## 歴史

### 建設
1939年（昭和14年）に横浜刑務所から派遣され、赤誠隊と名付けられた日本人の囚人部隊1280名によって建設され、「赤誠隊殉歿者之碑」がある。完成時は1,450mの長さの滑走路を持つ南洋諸島最大の飛行場であった。
完成後、ハゴイ飛行場は、日本海軍の管理下におかれた。ハゴイ飛行場という呼称は完成時の名称で、この他にも日本統治時代には北飛行場、ウシ飛行場（牛飛行場）とも呼称された。

### 第二次世界大戦

#### 日本海軍による作戦実施

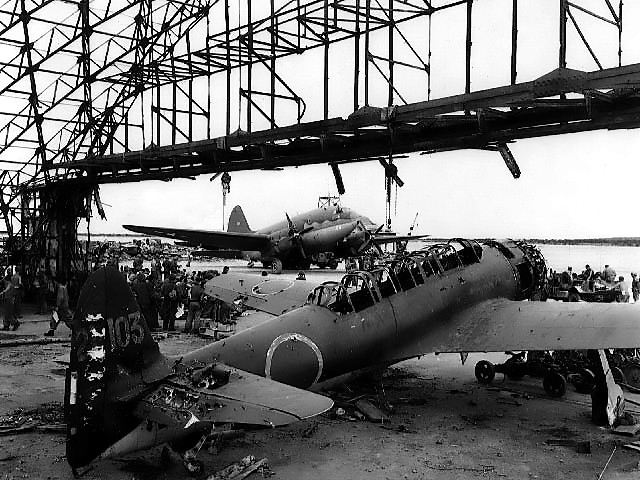
米軍の攻撃で破壊された格納庫

太平洋戦争開戦後、しばらくは軍用機の配備はなかったが、1944年（昭和19年）2月19日、トラック島空襲に伴って第一航空艦隊に属する七六一空（龍部隊）の九六陸攻と一式陸攻40機がハゴイ飛行場に進出した。
2月22日のアメリカ機動部隊による空襲の際、七六一空はアメリカ機動部隊に対して雷撃を行ったが、戦果はなく22機が未帰還となり、さらに一式陸攻7機と九六陸攻7機が地上で撃破された。翌2月23日にもアメリカ軍による飛行場に対する攻撃は続けられ、基地員約30名が戦死し、飛行場施設は破壊された。この攻撃によるアメリカ軍機の損害は6機だったが、日本軍の航空戦力は潰滅的な打撃を受けることとなった。
その後、七六一空は内地で編成し直し、再びハゴイ飛行場に進出して哨戒任務に就いたが、3月30日、31日のパラオ大空襲に伴って、5月頃に本隊はパラオのペリリュー島に移動し、ハゴイ飛行場には一部を残すのみとなった。
6月11日から始まったアメリカ軍のマリアナ諸島侵攻の際には、新たに派遣された零戦18機(三〇一空10機、三四三空8機)が迎撃に飛び立つもほとんどが未帰還となった。七六一空も、6月13日午前3時に5機が敵艦隊攻撃のために飛び立ったが、戦果はなく1機が硫黄島に不時着、1機がテニアンの東海岸で不時着大破した他、3機が行方不明になるという結果だった。
この作戦がハゴイ飛行場における日本軍最後の作戦となった。

#### アメリカ軍による占領

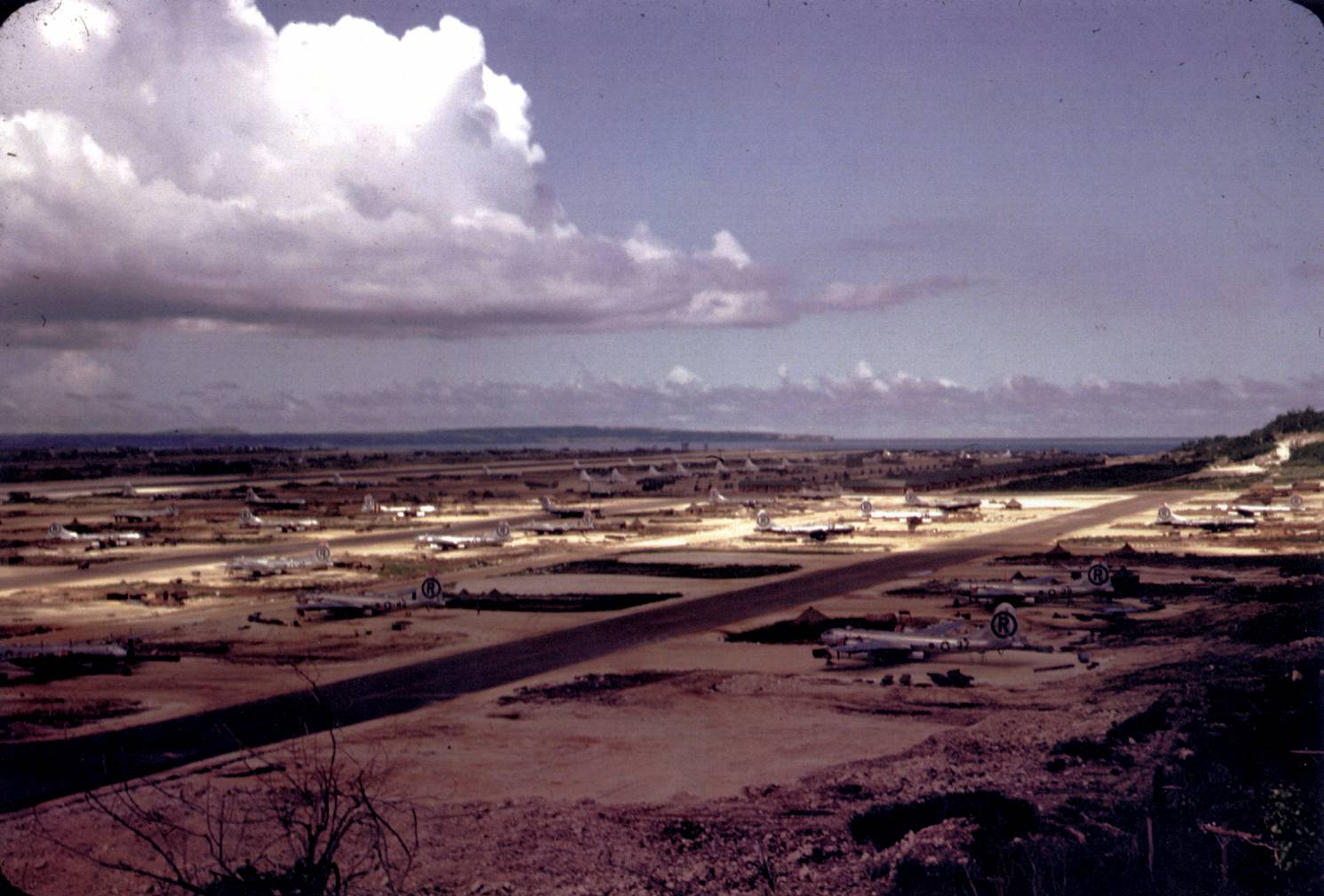
米軍占領後のハゴイ飛行場

1944年8月3日にテニアンを占領したアメリカ軍は、海軍建設大隊の手によって飛行場を2日間で使用可能にし、さらに4本の8,590ft(2,590m)級の滑走路を建設した。
その後、ハゴイ飛行場はアメリカ陸軍航空軍の管理下に置かれた。ノースフィールドと改名されたハゴイ飛行場にはボーイングB-29戦略爆撃機が大量に配備され、1944年11月以降、グアム島のアンダーセン飛行場やサイパン島のアスリート飛行場、テニアン島のウエストフィールド飛行場と共に日本本土空襲を行うアメリカ軍の拠点の1つなった。
1945年5月には、第509混成部隊がテニアンに進出した。進出後、原爆投下の訓練を開始した第509混成部隊は、1945年8月6日に広島、8月9日に長崎への原子爆弾投下作戦を実行した。

### 第二次世界大戦後

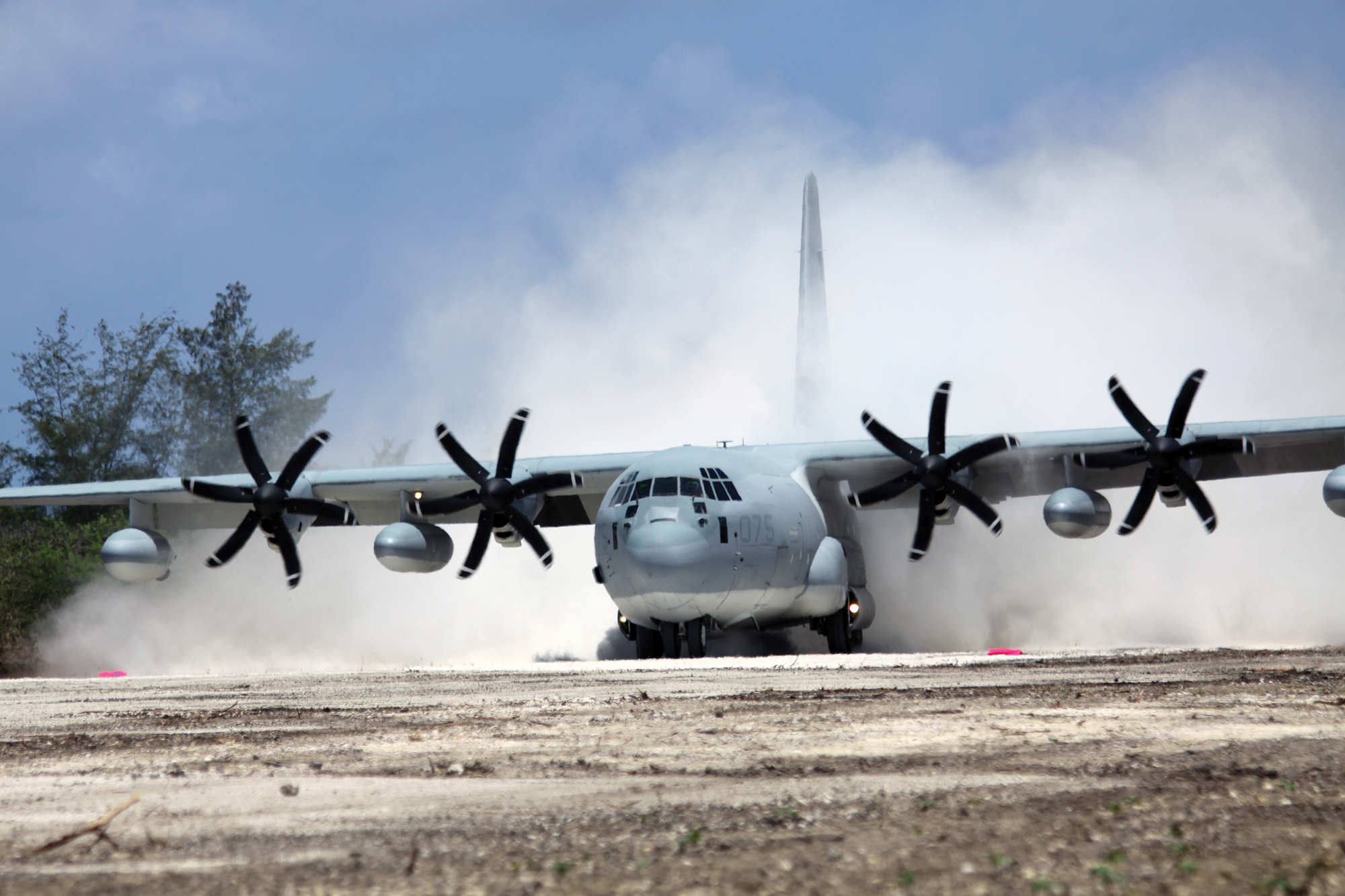
B滑走路に着陸するC-130輸送機

現在、ハゴイ飛行場を含むテニアン島の北部3分の2にあたる土地は北マリアナ諸島政府からアメリカ海兵隊に貸し出されている。冷戦初期の1947年3月30日以降、軍用機をはじめとする飛行機の配備や駐留部隊はなく、駐屯地としては使用されていなかった。そのため4本の滑走路のうち南側の2本の滑走路は緑に覆われていた。
ハゴイ飛行場は演習場として使用されていて、ハゴイ飛行場を含むテニアン島北部では時折演習が行われており、その際には民間人の立ち入りは禁止となる。近年では、沖縄に司令部を置くアメリカ海兵隊第3海兵遠征軍と島嶼防衛を主な任務とする陸上自衛隊水陸機動団の共同訓練が実施されていて、上陸用舟艇やヘリコプターを使用した上陸演習が行われている。
2010年1月にテニアン市長レーモン・デラクルスは、沖縄の普天間飛行場の移設先として、ハゴイ飛行場を含むテニアン島北部への受け入れを表明した。
この案には、日本国内でも社民党が支持を表明し、川内博史議員ら辺野古への移設に反対する一部の民主党議員も、4月9日にテニアン島を視察している。5月26日にはデラクルス市長が来日して、参議院議員会館と社民党本部で記者会見を行ったが、鳩山政権やアメリカ軍内での反対もあり、この後、具体的な進展はなかった。

### 現在
2023年、アメリカ軍は中華人民共和国およびロシア連邦の太平洋進出を阻止するために、冷戦期に放棄されたノース・フィールド飛行場（ハゴイ飛行場）の再建を検討し、2024年から滑走路と設備の再生工事を開始した。

## 観光

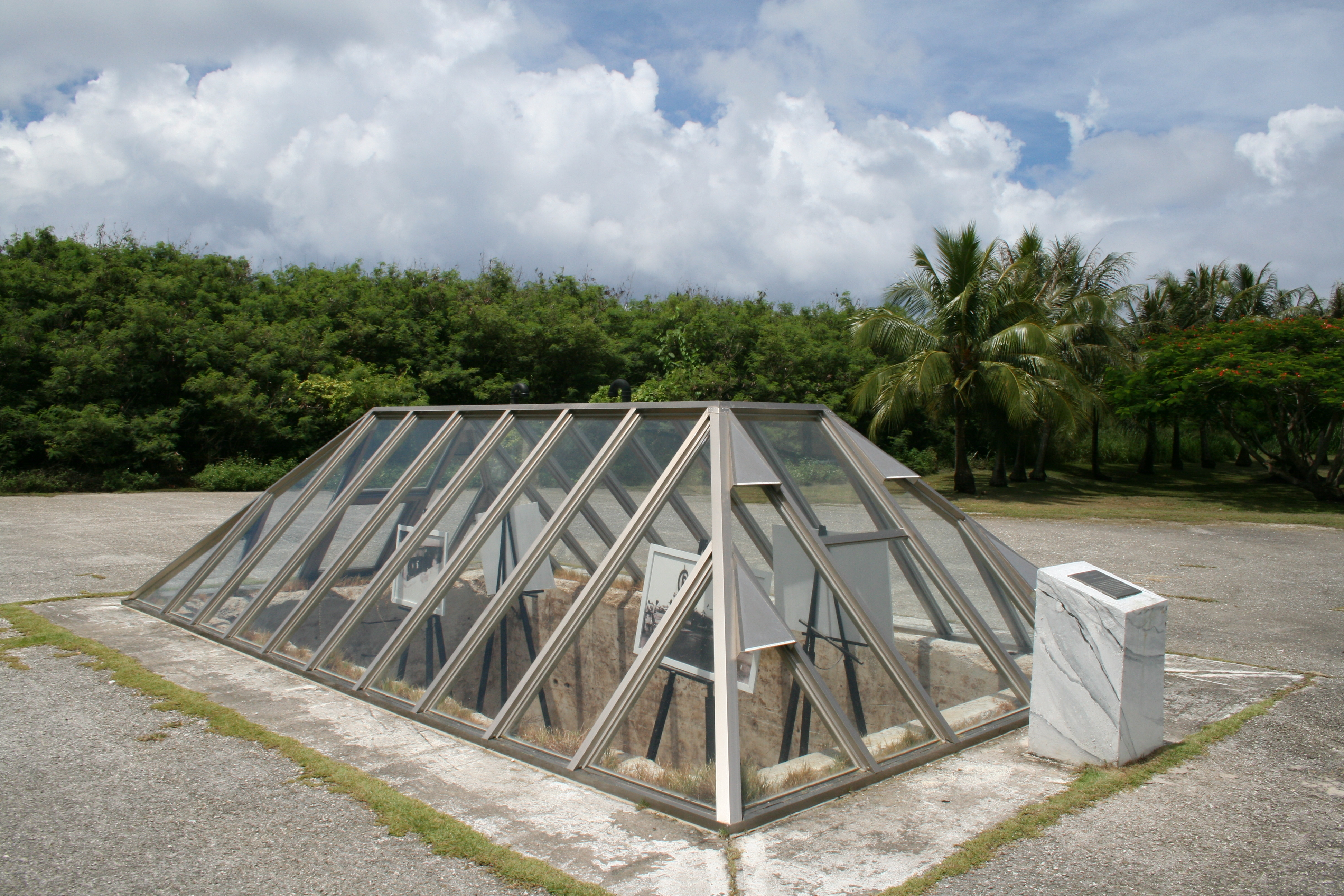
リトルボーイを保管していた保管庫。保管庫右にあるのが原爆搭載記念碑

演習の時を除いて、ハゴイ飛行場の敷地には自由に立ち入ることができた。テニアン島内に公共交通機関はないが、テニアン島内でレンタカーもしくはレンタバイクを借りるか、旅行会社主催のオプショナルツアーに申し込むことでハゴイ飛行場を訪れることができる。
かつての滑走路には民間人も自由に立ち入ることができた。エノラ・ゲイ、ボックスカーの各原爆搭載機の発進地点にはリトルボーイとファットマンの保管庫が現存し、保管庫内部には1945年8月当時の写真が展示されている。両保管庫の脇にはアメリカによって建てられた原爆搭載記念碑があるが、碑文の内容は原爆投下を正当化したものとなっている。
その他にも、飛行場附近には日本海軍の司令部や通信所、発電所、弾薬庫、トーチカなどの建物が現存している。

## 脚註
1. ↑  港南区役所隣接の敷地に「赤誠隊及図南報国隊殉職者碑銘」が祀る2023年5月4日閲覧
2. ↑  “米軍受け入れ希望のテニアン市長「移設なら日本もテニアンも幸せ」”. 神奈川新聞. (2010年5月27日) 2011年2月14日閲覧。
3. ↑  “米軍、原爆投下に使ったテニアン島の飛行場を再建へ”.   CNN (2023年12月22日). 2024年4月4日閲覧。